# Meussia
Meussia település Franciaországban, Jura megyében. Lakosainak száma 439 fő (2022. január 1.). Meussia Thoiria, Charchilla, Châtel-de-Joux, Coyron, Crenans, Étival, Maisod és Moirans-en-Montagne községekkel határos.

## Népesség
A település népességének változása:
| Lakosok száma | 302  | 417  | 393  | 385  | 457  | 435  | 420  | 421  | 427  | 439  |
|               | 1968 | 1982 | 1990 | 2006 | 2013 | 2015 | 2017 | 2019 | 2020 | 2022 |